# Long Away
Long Away – singel zespołu Queen, autorstwa gitarzysty Briana Maya. Zamieszczony również na albumie A Day at the Races.